# Пельтигера
Пельтігера (Peltigera) — рід лишайників родини пельтигерові (Peltigeraceae). Назва вперше опублікована 1787 року.

## Будова
Талом листуватий горизонтально розісланий, інколи по краях піднімається, знизу з мережею жилок. У багатьох видів зливається у суцільну повстяну масу з багаточисленними пучками резин. Нижня кора ніколи не розвивається. Апотенції роззміщені на верхньому боці звужених закінчень лопастей, коричневі великі сидячі, часто відсутні. Окрім зелених водоростей може захоплювати цианобактерії Nostoc, з якими утворює цефалодії.

## Поширення та середовище існування
Зростає на ґрунті, на покритих мохом скалах і пеньках, при основі стовбурів дерев.

## Галерея

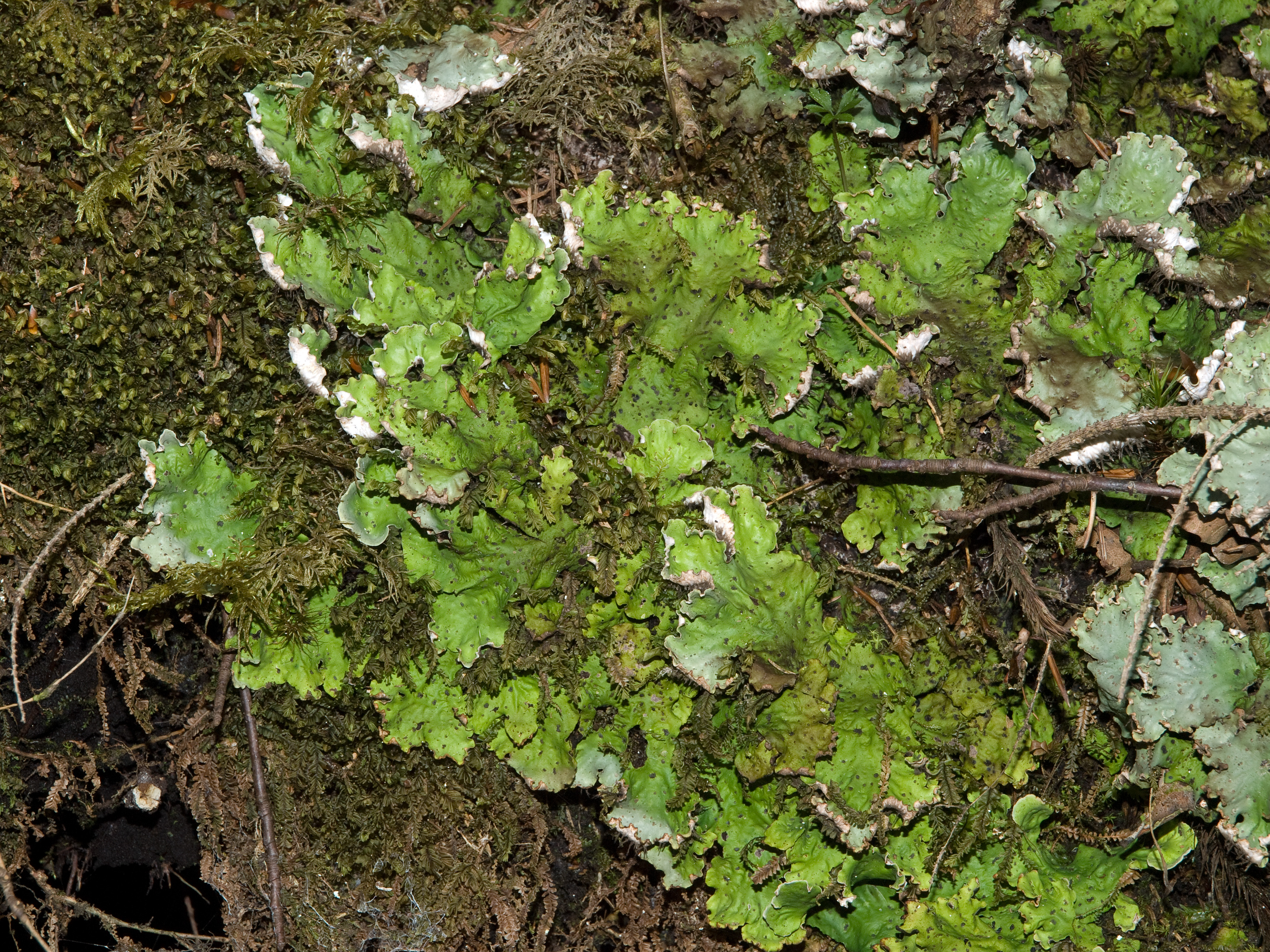
Peltigera aphthosa
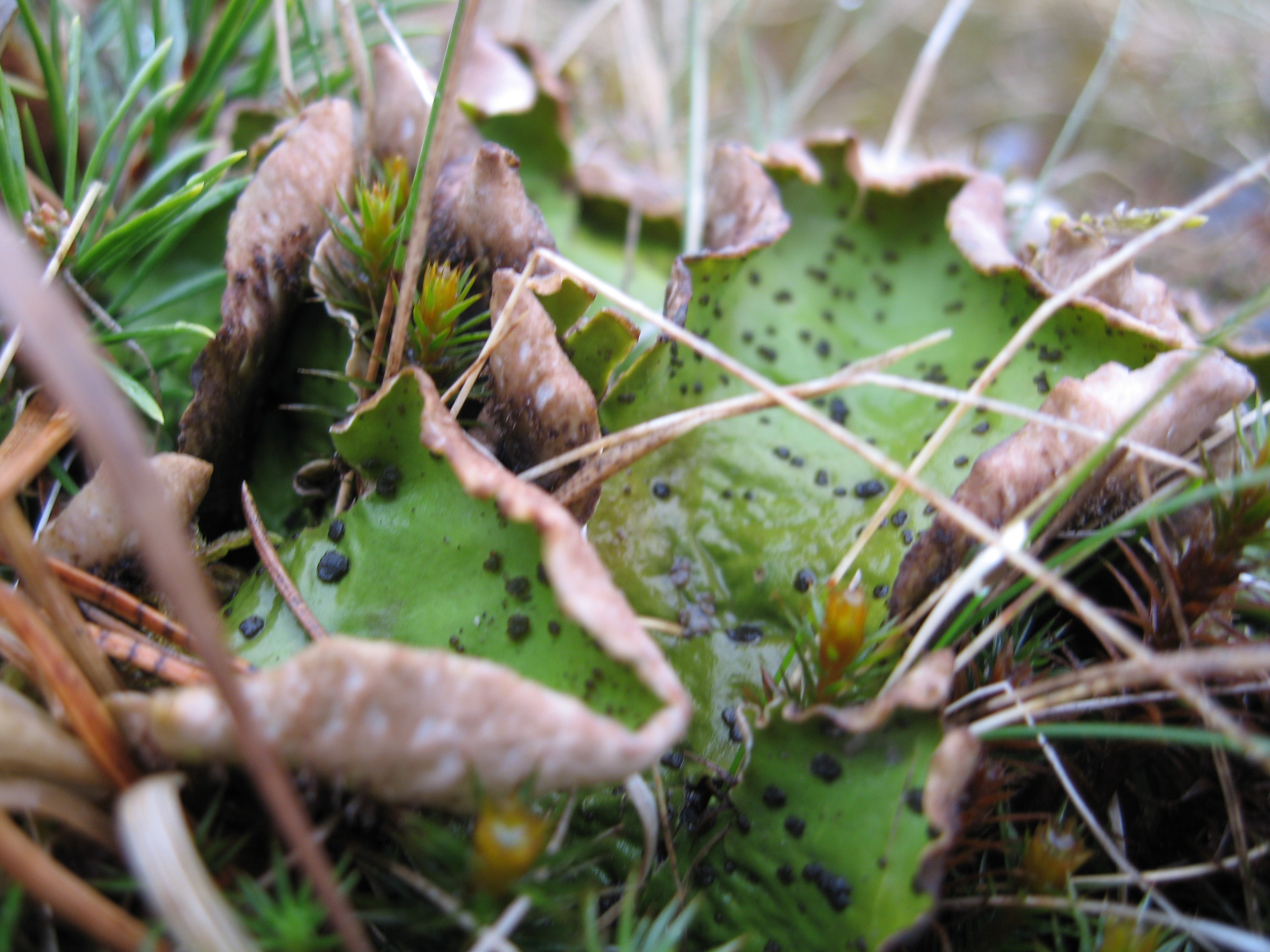
Peltigera aphthosa
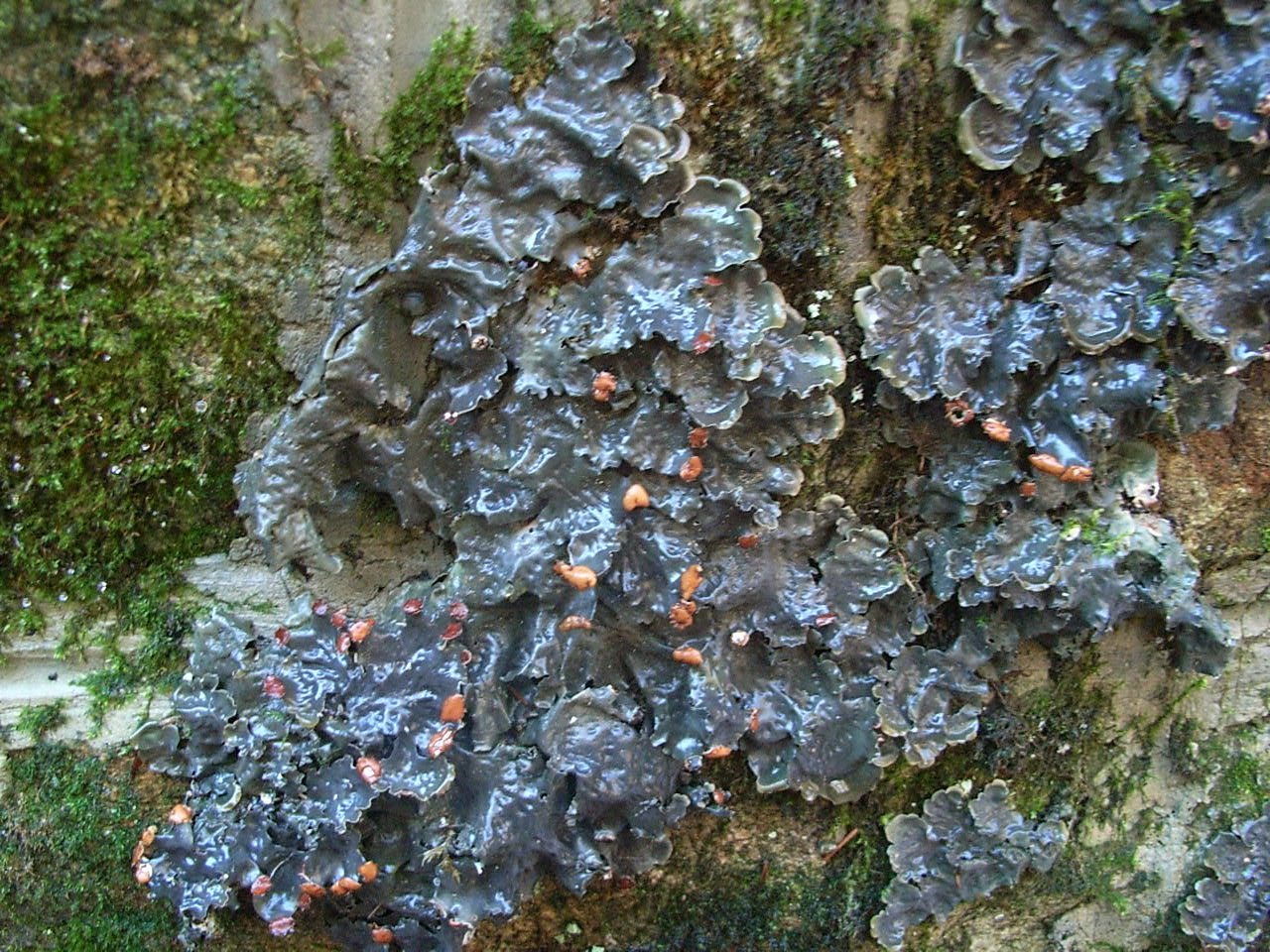
Peltigera polydactyla
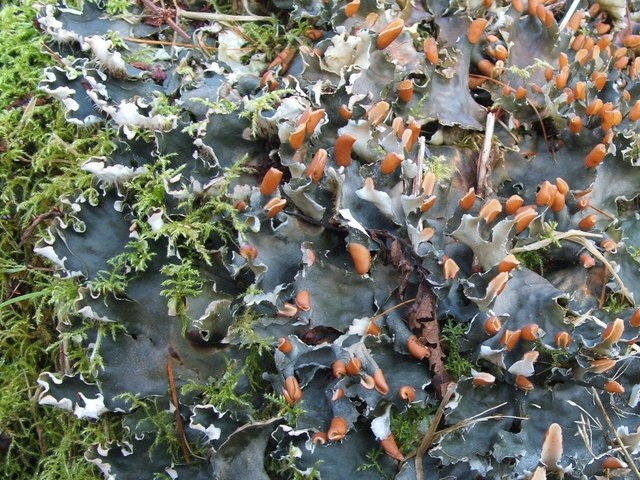
Peltigera hymenina
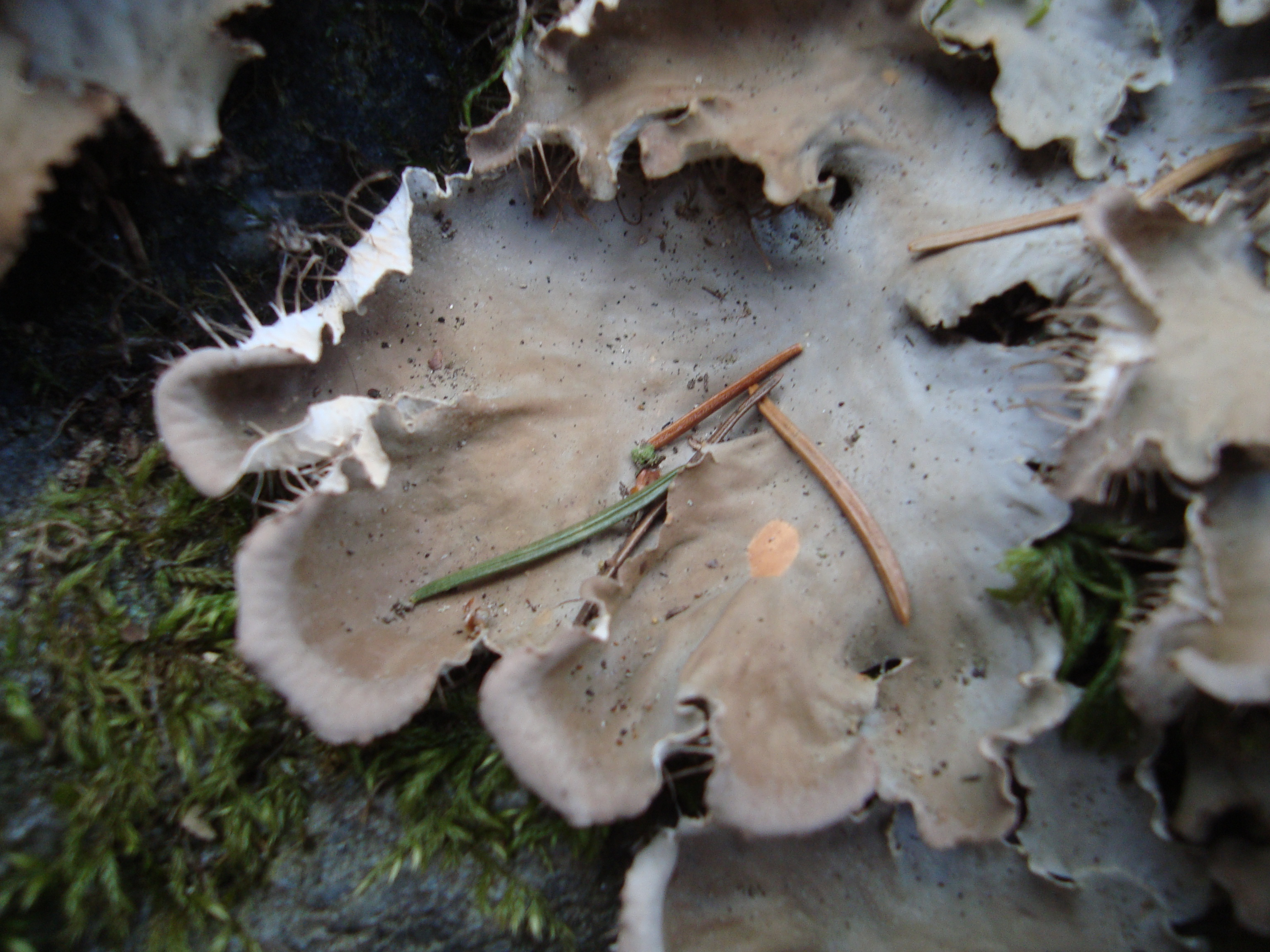
Peltigera praetextata